# 聖イグナチオ教会

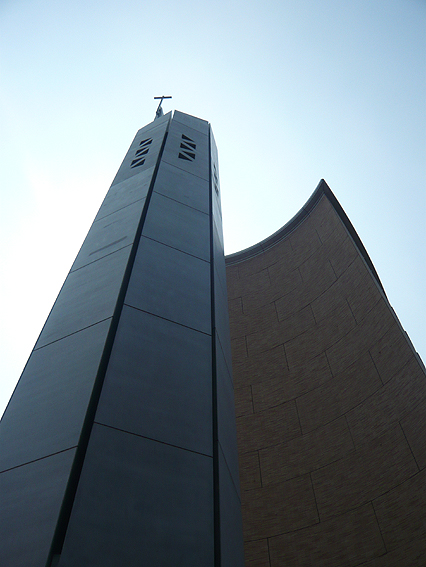
鐘楼

聖イグナチオ教会（せいイグナチオきょうかい、英: St. Ignatius Church）ことカトリック麹町教会（カトリックこうじまちきょうかい）は、JR四ツ谷駅前にあたる東京都千代田区麹町六丁目にあるカトリック東京大司教区の教会およびその聖堂。イエズス会に運営を委託されており、上智大学に隣接する。
聖堂名は「聖イグナチオ」であり、一般的には聖堂名に因んで「聖イグナチオ教会」として広く知られている。

## 沿革

### 聖テレジア教会
1912年（明治45年）7月25日より東京大司教区の大司教（教区長）に就任したジャン・ピエール・レイは、東京の要所に土地を購入し、聖堂建設の準備をした。1928年（昭和3年）6月3日、購入した麹町区下六番町38（現在の千代田区六番町10-1）の土地（約800坪）に、公教青年会会館が完成する。公教青年会は1931年（昭和6年）3月21日の総会で解散し、会館はカトリック中央出版部に移管された。1933年（昭和8年）1月29日には会館の北隣に印刷工場が完成し、それと前後して同敷地内に、カルメル修道会から来日する修道女を迎え入れるため、仮修道院及び聖堂が完成した。
カルメル修道会は、1935年（昭和10年）1月に板橋区上石神井町に移転したため、仮修道院はマリアの宣教者フランシスコ修道会の修道院として使用されることになり、建物は改造・増築され、聖堂は教区教会としての機能を持つようになった。翌1936年（昭和11年）3月22日、当時の東京大司教区大司教ジャン・アレキシス・シャンボンによって祝別式が行われ、麹町聖テレジア教会が誕生し、田口芳五郎が初代主任司祭に就任した。
麹町聖テレジア教会は上智大学に近いこともあり、設立当初からイエズス会の協力を受けた。1941年（昭和16年）にイエズス会員の大泉孝が主任司祭に就任すると、1940年（昭和15年）11月に上智大学総長を辞任していたヘルマン・ホイヴェルスは、教会司祭館に隠棲して司牧にあたった。
また、同敷地内のカトリック中央出版部とも関係を有しており、1937年（昭和12年）7月に日本カトリック新聞社が設立した際には、初代社長に田口芳五郎が就任している。
第二次世界大戦中の1944年（昭和19年）末、聖堂は建物強制取り壊しの通知を受け、空家同然となっていたが、翌1945年（昭和20年）5月25日の東京大空襲により聖堂は焼失し、ホイヴェルスは上智大学の修道院に戻り、当時の東京大司教区大司教であった土井辰雄の許可を得て、上智大学のクルトゥルハイム聖堂でミサを行なうようになった。
1947年（昭和22年）春、上智学院は、焼け野原となった千代田区麹町6丁目1番地から9番地の土地（約7300坪）を購入し、同年7月には、上智大学の大学校舎内の講堂が修復され、この講堂でミサを行うようになった。また、この年にローマ教皇庁より復興資金が送付され、土井辰雄は資金のうち、20,000米ドルを麹町教会の再建に割り当てたが、この資金では足りず、再建計画を見直すこととなった。この時、駐日教皇使節のパウロ・マレラは、土井と上智学院長であったイエズス会員のブルーノ・ビッテルを招き、麹町教会の再建をイエズス会に委任する案を提示した。土井はこの案に同意し、同年8月26日、麹町小教区の司牧がイエズス会に委託された。翌1948年（昭和23年）5月22日には、教皇庁から「パリティチァ・レリギオザ・ペルマネンツ（永久に修道会に委任された教区教会）」として承認された。

### 聖イグナチオ教会
新教会の設計はイエズス会員のイグナチオ・グロッペルが担当し、1947年（昭和22年）12月2日に着工、1年4ヶ月に渡って工事が行われ、1949年（昭和24年）4月17日に土井辰雄により献堂式が行われた。教会堂名は設計担当の名前と、イエズス会の創立者イグナチオ・デ・ロヨラに因んで「聖イグナチオ」と命名された。初代主任司祭にはヘルマン・ホイヴェルスが就任した。
1952年（昭和27年）頃、旧皇族・朝香千賀子の葬儀が営まれる。皇族・元皇族として初のキリスト教による本葬。
1992年（平成4年）、聖堂の老朽化と狭隘化により改築が計画され、聖イグナチオ教会建設委員会が発足し、1993年（平成5年）には、アドルフォ・ニコラスが同会日本管区長に就任し、建設委員長も兼任することとなった。
1995年（平成7年）4月17日、第1期工事が着工する。1997年（平成9年）9月20日、旧聖堂最後の司祭叙階式が行われ、翌1998年（平成10年）1月、新聖堂の第1期工事が完成し、1月10日、11日に遷堂式が行われた。1999年（平成11年）4月6日には第2期工事が竣工し、現在の教会が完成した。
2011年（平成23年）3月11日に発生した東日本大震災により、鐘楼の十字架がぶら下がった状態となったが、翌2012年（平成24年）に修復された。

## 概要
2008年（平成20年）12月時点での信徒数は13,966人、2009年（平成21年）には14,382人となり、信徒数では日本最大規模の教会である。日本語だけではなく、英語・スペイン語・ポルトガル語・ベトナム語・ポーランド語・インドネシア語でミサが捧げられている。そのため日曜日の午後は、東南アジア系と思われる信徒たちで、教会やその周辺が賑わっている。
第二次世界大戦後から、ここに通った土居健郎は、建て直し以前の聖イグナチオ教会が、日本人の美意識にあい、大きな木が何本もあって、神社の境内のようだったという。また、四谷の土手に隣接し、自然に溶け込んでいる、と賞賛している。
2009年（平成21年）1月13日、日本カトリック司教協議会社会司教委員会は、カトリック教会のカテキズムにおいて自死を行うことは厳格に禁じられているが、昨今の日本における厳しい経済的な困難に直面して、経済的・構造的に追い込まれ、路上死や自死する人たちが急増しているとし、「2009いのちを守るための緊急アピール」を発表した。これを受け、同教会は「自死と向き合う教会」として出発しようと「聖イグナチオいのちを守るプロジェクト」として活動を開始、その遺族に対するメンタルヘルスケアを行っている。2010年（平成22年）11月13日には「自死された方々のために捧げる追悼ミサ」が同教会において初めて行われた。
同教会のウェブサイト上の「祈りの場」においては、日々の説教を閲覧することができる。

## 上智大学との関係
聖イグナチオ教会は、上智学院の一組織ではなく独立している。しかしながら、上智大学において入学式が実施される際には、聖イグナチオ教会は「入学記念ミサ」を捧げ、卒業式が実施される際には「卒業記念ミサ」を捧げており、上智大学において行われる儀式と聖イグナチオ教会において行われる儀式で時間が重複することは無い。また、キリスト教関連の書籍や文献がある「聖三木図書館」は、1953年（昭和28年）に聖イグナチオ教会から上智学院へ、2007年（平成19年）12月3日には、上智学院からイエズス会へ移管された。
さらに、聖イグナチオ教会も上智学院もイエズス会と関係を有している。それ故、聖イグナチオ教会と上智大学との間には密接な関係があるとみなして差し支えない。しかし、上智大学の構内においては、クルトゥルハイムというミサを捧げる聖堂が別途設けられている。

## 交通アクセス
JR中央線・総武線、東京メトロ丸ノ内線・南北線「四ツ谷駅」下車すぐ

## 関連書籍
- 聖イグナチオ教会 献堂15年記念写真集 伊藤保著（1964年）
- 聖イグナチオ教会 献堂25年記念誌 伊藤保編著（1974年）
- 巨きな木の舟　聖イグナチオ教会献堂45周年記念写真集（1992年）